# لورن
لورن (به فرانسوی: Lorraine)، (به آلمانی: Lothringen)، یک منطقه فرهنگی و تاریخی در شمال شرقی فرانسه است که اکنون در منطقه اداری گرانت است واقع شده است.  نام آن از پادشاهی قرون وسطایی لوتارنژی گرفته شده است، که به نوبه خود به نام امپراتور لوتار یکم یا پادشاه لوتار دوم نامگذاری شده است.  لورن بعدها قبل از اینکه پادشاهی فرانسه آن را در سال ۱۷۶۶ ضمیمه کند، به عنوان دوک‌نشین لورن اداره شد.
این ناحیه دارای دو شهر هم‌اهمیت به نام‌های متز و نانسی است. از آنجا که پارلمانِ ناحیه‌ای در متز واقع شده، به عنوان مرکز رسمی در نظر گرفته می‌شود.
این ناحیه از چهار شهرستان تشکیل شده‌است: مورت ئه موزل، موز، موزل، وُژ.
نیروگاه هسته‌ای کاتانوم در این ناحیه قرار دارد.

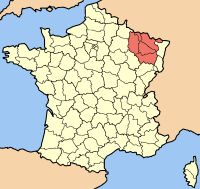
ناحیه لورن در فرانسه